# Gagybátor
Gagybátor es un pueblo ubicado en el distrito de Szikszó, en el condado de Borsod-Abaúj-Zemplén, Hungría.

## Superficie
Posee una superficie de 18,77 kilómetros cuadrados.

## Demografía
Hasta 2019 la población era de 204 habitantes, con una densidad de población de 10,87 habitantes por kilómetro cuadrado.